# Francesca Segal
Francesca Segal (geboren 1980 in London) ist eine US-amerikanisch-britische Journalistin und Schriftstellerin.

## Leben
Francesca Segal ist eine der beiden Töchter der Karen Marianne James und des US-amerikanischen Autors Erich Segal. Sie wuchs in London auf und studierte in Oxford am St Hugh’s College und an der Harvard University. Sie arbeitet seither als freie Journalistin unter anderem für The Guardian, Vogue, The Observer und die Financial Times. Sie wohnt in Boston und London.
Ihr erster Roman The Innocents erhielt 2012 den First novel Costa Book Award und weitere Anerkennungen und stand 2013 auf der Longlist des Women’s Prize for Fiction.

## Werke
- The Innocents. New York: Voice, 2012
  - Die Arglosen. Übersetzung Verena Kilchling. Kein & Aber, Berlin 2013, ISBN 978-3-0369-5675-6.
- Jane Austen: Sense and sensibility. Einführung Francesca Segal. London: Vintage Book, 2014
- The Awkward Age. New York: Riverhead Books, 2017 
  - Ein sonderbares Alter. Übersetzung Anna-Nina Kroll. Kein & Aber, Berlin 2018, ISBN 978-3-0369-5984-9.
- Mothership. Chatto & Windus, 2019
  - Mutter Schiff. Wenn das Elternsein anders beginnt als geplant und noch mehr Wunder bereithält. Übersetzung Verena Kilchling. Kein & Aber, Berlin 2019, ISBN 978-3-0369-5813-2.

### Tuga-Trilogie
- Welcome to Glorious Tuga. 2024
  - Willkommen auf Tuga. Übersetzung Verena Kilchling. Kein & Aber, Berlin 2024, ISBN 978-3-0369-5044-0.
- Island Calling. 2025
  - Entscheidungen auf Tuga. Übersetzung Verena Kilchling. Kein & Aber, Berlin 2025, ISBN 978-3-0369-5077-8.